# Asienspiele 2022/Basketball
Bei den Asienspielen 2022 wurden vom 25. September bis 6. Oktober 2023 insgesamt jeweils zwei Turniere im Basketball und im 3×3-Basketball ausgetragen, davon je eines bei den Männern und bei den Frauen. An insgesamt vier Austragungsorten in der gesamten Provinz Zhejiang wurden die Spiele durchgeführt.

## Bilanz

### Medaillenspiegel
| Platz  | Land              | Gold | Silber | Bronze | Gesamt |
| ------ | ----------------- | ---- | ------ | ------ | ------ |
| 1      | China             | 2    | —      | 1      | 3      |
| 2      | Chinesisch Taipeh | 1    | —      | —      | 1      |
| 2      | Philippinen       | 1    | —      | —      | 1      |
| 4      | Japan             | —    | 1      | 1      | 2      |
| 4      | Mongolei          | —    | 1      | 1      | 2      |
| 6      | Jordanien         | —    | 1      | —      | 1      |
| 6      | Katar             | —    | 1      | —      | 1      |
| 8      | Südkorea          | —    | —      | 1      | 1      |
| Gesamt | Gesamt            | 4    | 4      | 4      | 12     |

### Medaillengewinner
Basketball
| Disziplin | Gold | Silber | Bronze |
| --------- | --- | --- | --- |
| Männer    | PhilippinenChris Newsome Kevin Alas Scottie Thompson Arvin Tolentino Chris Ross Marcio Lassiter June Mar Fajardo CJ Perez Calvin Oftana Japeth Aguilar Justin Brownlee Ange Kouame | JordanienFadi Qarmash Fadi Mustafa Ashraf Al-Hendi Ahmad Al-Hamarsheh Sami Bzai Ahmad Al-Hammouri Mohammad Hussein Hashem Abbaas Malek Kanaan Rondae Hollis-Jefferson John Bohannon Ahmad Al-Dwairi | ChinaHu Mingxuan Zhao Jiwei Chang Shuaipeng Zhao Rui Fu Hao Yu Jiahao Du Runwang Cui Yongxi Hu Jinqiu Zhu Junlong Wang Zhelin Zhang Zhenlin           |
| Frauen    | ChinaLi Yuan Wang Siyu Yang Shuyu Yang Liwei Jin Weina Li Meng Zhang Ru Huang Sijing Pan Zhenqi Luo Xinyu Li Yueru Han Xu                                                          | JapanMai Kawai Maki Takada Minami Yabu Azusa Asahina Nako Motohashi Saki Hayashi Aika Hirashita Saori Miyazaki Anri Hoshi Nanako Todo Himawari Akaho Monica Okoye                                   | SüdkoreaShin Ji-hyun Kang Lee-seul An He-ji Lee So-hee Park Ji-su Lee Kyung-eun Kang Yoo-lim Park Ji-hyun Lee Hae-ran Kim Dan-bi Yang In-young Jin An |

3×3-Basketball
| Disziplin | Gold                                                                | Silber                                                                                    | Bronze                                                                               |
| --------- | ------------------------------------------------------------------- | ----------------------------------------------------------------------------------------- | ------------------------------------------------------------------------------------ |
| Männer    | Chinesisch TaipehChiang Chun Lin Sin-kuan Wang Jhe-yu Yu Xiang-ping | KatarMohammed Abbasher Ahmad Mohamad Hamad Mousa Omar Saad                                | MongoleiSukhbat Batzorig Avirmed Lhagvaa Ulzii-Orshikh Myagmarsuren Batzayaa Tsermaa |
| Frauen    | ChinaChen Mingling Wan Jiyuan Wang Jiahui Wang Xinyu                | MongoleiAriuntsetseg Bat-Erdene Narangoo Erdenebayan Bolortsetseg Tsendjav Indra Ulziibat | JapanMomoka Hanashima Karin Imori Mayu Lucy Kubota Nanami Seki                       |